# Santiago Acasiete
Wilmer Santiago Acasiete Ariadela (Callao, 22 de noviembre de 1977) es un exfutbolista y director técnico peruano nacionalizado español que jugaba como defensa central. Actualmente dirige al Juan Pablo II College de la Liga 1 del Perú. Su último equipo como jugador fue el Cienciano de la primera división del Perú. Es hermano mayor del futbolista Jonathan Acasiete.

## Trayectoria
Comenzó su carrera en las divisiones menores del club Universitario de Deportes. 
En 2002 se desempeñó como lateral derecho en Universitario de Deportes, luego de un breve paso por el Deportivo Wanka, donde fue de menos a más hasta convertirse en titular indiscutible. Ya en Universitario de Deportes, junto con José Luis Carranza y José Guillermo Del Solar «Chemo» y con la dirección técnica de Ángel Cappa, poco a poco, se afianzó como titular. Aun teniendo grandes problemas económicos, con el equipo consiguió el primer título de su carrera: el Torneo Apertura. Al año siguiente, fichó por Cienciano, un club emergente del fútbol peruano. 
Sus grandes actuaciones en el Cienciano, jugando como defensa central y consiguiendo dos torneos internacionales como la Copa Sudamericana 2003 en 2003 y la Recopa lo llevaron a la selección donde el 18 de febrero debutó, frente a la selección nacional de España, en el estadio Olímpico de Montjuic en un resultado de 2-1 en contra.
En el verano europeo del 2004, la UD Almería lo ficha por 4 temporadas, Santiago Acasiete venía de lograr la Recopa Sudamericana luego de vencer a Boca Juniors, tras ir perdiendo todo el partido, en los minutos finales un gol del colombiano Rodrigo Saraz, les dio el empate que luego lo transformaron en victoria tras derrotar a los xeneizes en la tanda de penaltis, siendo uno de los ejecutores Santiago Acasiete con una magistral definición. 
el 10 de septiembre de 2004 es presentado como nuevo jugador del UD Almería, afianzándose como titular indiscutible durante toda la temporada, en la temporada 2006-2007 se da el sueño de volver a la primera división de la liga española en donde Santiago Acasiete fue pieza fundamental del equipo que logra el ascenso a la máxima división del fútbol español, ya en primera división Acasiete cumple grandes partidos ante los grandes equipos de España como ante el Real Madrid en el mismo Santiago Bernabéu, y también ante equipos como FC Barcelona o el Valencia CF, se afianzó como titular indiscutible y capitán del Almería durante varias temporadas. 
A mediados del 2012, retornó al Cienciano (a donde volvió luego de 8 años en la liga española), donde también fue capitán y es querido y respetado por toda la hinchada cusqueña. Desde el 9 de agosto de 2007, ostenta también la nacionalidad española junto con la peruana. En el Almería, club en el cual ha jugado muchos años, la gran parte en la Primera División Española, y la otra en la Segunda División, se ha ganado el respeto y cariño de muchos fanes del Club, siendo uno de sus jugadores más reconocidos.

## Selección nacional
Ha sido internacional con la selección de fútbol del Perú en cuarenta y cuatro ocasiones y ha marcado dos goles. Su debut se produjo el 18 de febrero de 2004 en un enfrentamiento ante España. Con la selección, ha jugado la Copa América 2004, la Copa América 2007, la Copa América 2011 y las eliminatorias para la Copa Mundial de Fútbol de 2006 y de 2010.
El 7 de diciembre de 2007, junto con los jugadores Claudio Pizarro, Jefferson Farfán y Andrés Mendoza, fue suspendido de manera indefinida de la selección de fútbol del Perú por su participación en los actos de indisciplina producidos luego del empate ante Brasil en Lima, por las eliminatorias para la Copa Mundial de Fútbol de 2010.
El 27 de marzo de 2008 se anunció a la prensa la sanción impuesta a los 4 jugadores involucrados en los actos de indisciplina: suspensión de la selección peruana durante 18 meses y el pago de una multa solidaria de USD 80 000 (ochenta mil dólares estadounidenses).
En la primera semana de julio de 2008, se anunció el retiro de la suspensión impuesta meses atrás tanto a Acasiete como a Claudio Pizarro y Jefferson Farfán.
El 4 de septiembre de 2010, Acasiete volvió a la selección peruana en un partido amistoso contra Canadá en el cual Perú ganó 2-0 con goles de José Carlos Fernández y Jean Tragodara. Posteriormente, fue convocado para la Copa América 2011 que se realizó en Argentina.
| \| PJ \| Fecha \| Ciudad \| Oponente \| Resultado \| Competición \| Goles \| \| --- \| ---------- \| ----------------- \| --------------- \| --------- \| -------------------------- \| ----- \| \| 1. \| 18-02-2004 \| Barcelona \| España \| 1-2 \| Amistoso \| 0 \| \| 2. \| 28-04-2004 \| Antofagasta \| Chile \| 1-1 \| Amistoso \| 0 \| \| 3. \| 01-06-2004 \| Montevideo \| Uruguay \| 3-1 \| Eliminatorias Mundial 2006 \| 0 \| \| 4. \| 06-06-2004 \| Lima \| Venezuela \| 0-0 \| Eliminatorias Mundial 2006 \| 0 \| \| 5. \| 30-06-2004 \| East Rutherford \| Argentina \| 1-2 \| Amistoso \| 0 \| \| 6. \| 06-07-2004 \| Lima \| Bolivia \| 2-2 \| Copa América 2004 \| 0 \| \| 7. \| 09-07-2004 \| Lima \| Venezuela \| 3-1 \| Copa América 2004 \| 1 \| \| 8. \| 12-07-2004 \| Trujillo \| Colombia \| 2-2 \| Copa América 2004 \| 0 \| \| 9. \| 17-07-2004 \| Chiclayo \| Argentina \| 0-1 \| Copa América 2004 \| 0 \| \| 10. \| 04-09-2004 \| Lima \| Argentina \| 1-3 \| Eliminatorias Mundial 2006 \| 0 \| \| 11. \| 09-10-2004 \| La Paz \| Bolivia \| 0-1 \| Eliminatorias Mundial 2006 \| 0 \| \| 12. \| 13-10-2004 \| Asunción \| Paraguay \| 1-1 \| Eliminatorias Mundial 2006 \| 0 \| \| 13. \| 17-01-2004 \| Lima \| Chile \| 2-1 \| Eliminatorias Mundial 2006 \| 0 \| \| 14. \| 30-03-2005 \| Lima \| Ecuador \| 2-2 \| Eliminatorias Mundial 2006 \| 0 \| \| 15. \| 04-06-2005 \| Barranquilla \| Colombia \| 0-5 \| Eliminatorias Mundial 2006 \| 0 \| \| 16. \| 12-10-2005 \| Tacna \| Bolivia \| 4-1 \| Eliminatorias Mundial 2006 \| 1 \| \| 17. \| 03-06-2007 \| Madrid \| Ecuador \| 2-1 \| Amistoso \| 0 \| \| 18. \| 06-06-2007 \| Barcelona \| Ecuador \| 0-2 \| Amistoso \| 0 \| \| 19. \| 26-06-2007 \| Mérida \| Uruguay \| 3-0 \| Copa América 2007 \| 0 \| \| 20. \| 30-06-2007 \| San Cristóbal \| Venezuela \| 0-2 \| Copa América 2007 \| 0 \| \| 21. \| 08-07-2007 \| Barquisimeto \| Argentina \| 0-4 \| Copa América 2007 \| 0 \| \| 22. \| 08-09-2007 \| Lima \| Colombia \| 2-2 \| Amistoso \| 0 \| \| 23. \| 12-09-2007 \| Lima \| Bolivia \| 2-0 \| Amistoso \| 0 \| \| 24. \| 13-10-2007 \| Lima \| Paraguay \| 0-0 \| Eliminatorias Mundial 2010 \| 0 \| \| 25. \| 17-10-2007 \| Santiago de Chile \| Chile \| 0-2 \| Eliminatorias Mundial 2010 \| 0 \| \| 26. \| 18-11-2007 \| Lima \| Brasil \| 1-1 \| Eliminatorias Mundial 2010 \| 0 \| \| 27. \| 21-11-2007 \| Quito \| Ecuador \| 1-5 \| Eliminatorias Mundial 2010 \| 0 \| \| 28. \| 04-09-2010 \| Toronto \| Canadá \| 2-0 \| Amistoso \| 0 \| \| 29. \| 07-09-2010 \| Fort Lauderdale \| Jamaica \| 2-1 \| Amistoso \| 0 \| \| 30. \| 29-03-2011 \| La Haya \| Ecuador \| 0-0 \| Amistoso \| 0 \| \| 31. \| 01-06-2011 \| Niigata \| Japón \| 0-0 \| Copa Kirin \| 0 \| \| 32. \| 04-06-2011 \| Matsumoto \| República Checa \| 0-0 \| Copa Kirin \| 0 \| \| 33. \| 28-06-2011 \| Lima \| Senegal \| 1-0 \| Amistoso \| 0 \| \| 34. \| 04-07-2011 \| San Juan \| Uruguay \| 1-1 \| Copa América 2011 \| 0 \| \| 35. \| 08-07-2011 \| Mendoza \| México \| 1-0 \| Copa América 2011 \| 0 \| \| 36. \| 12-07-2011 \| Mendoza \| Chile \| 0-1 \| Copa América 2011 \| 0 \| \| 37. \| 19-07-2011 \| La Plata \| Uruguay \| 0-2 \| Copa América 2011 \| 0 \| \| 38. \| 05-09-2011 \| La Paz \| Bolivia \| 0-0 \| Amistoso \| 0 \| \| 39. \| 07-10-2011 \| Lima \| Paraguay \| 2-0 \| Eliminatorias Mundial 2014 \| 0 \| \| 40. \| 11-10-2011 \| Santiago \| Chile \| 2-4 \| Eliminatorias Mundial 2014 \| 0 \| \| 41. \| 15-11-2011 \| Quito \| Ecuador \| 0-2 \| Eliminatorias Mundial 2014 \| 0 \| \| 42. \| 29-02-2012 \| Túnez \| Túnez \| 1-1 \| Amistoso \| 0 \| \| 43. \| 12-10-2012 \| La Paz \| Bolivia \| 1-1 \| Eliminatorias Mundial 2014 \| 0 \| \| 44. \| 01-06-2013 \| Panamá \| Panamá \| 2-1 \| Amistoso \| 0 \| |            |                   |                 |           |                            |       |
| PJ | Fecha      | Ciudad            | Oponente        | Resultado | Competición                | Goles |
| 1. | 18-02-2004 | Barcelona         | España          | 1-2       | Amistoso                   | 0     |
| 2. | 28-04-2004 | Antofagasta       | Chile           | 1-1       | Amistoso                   | 0     |
| 3. | 01-06-2004 | Montevideo        | Uruguay         | 3-1       | Eliminatorias Mundial 2006 | 0     |
| 4. | 06-06-2004 | Lima              | Venezuela       | 0-0       | Eliminatorias Mundial 2006 | 0     |
| 5. | 30-06-2004 | East Rutherford   | Argentina       | 1-2       | Amistoso                   | 0     |
| 6. | 06-07-2004 | Lima              | Bolivia         | 2-2       | Copa América 2004          | 0     |
| 7. | 09-07-2004 | Lima              | Venezuela       | 3-1       | Copa América 2004          | 1     |
| 8. | 12-07-2004 | Trujillo          | Colombia        | 2-2       | Copa América 2004          | 0     |
| 9. | 17-07-2004 | Chiclayo          | Argentina       | 0-1       | Copa América 2004          | 0     |
| 10. | 04-09-2004 | Lima              | Argentina       | 1-3       | Eliminatorias Mundial 2006 | 0     |
| 11. | 09-10-2004 | La Paz            | Bolivia         | 0-1       | Eliminatorias Mundial 2006 | 0     |
| 12. | 13-10-2004 | Asunción          | Paraguay        | 1-1       | Eliminatorias Mundial 2006 | 0     |
| 13. | 17-01-2004 | Lima              | Chile           | 2-1       | Eliminatorias Mundial 2006 | 0     |
| 14. | 30-03-2005 | Lima              | Ecuador         | 2-2       | Eliminatorias Mundial 2006 | 0     |
| 15. | 04-06-2005 | Barranquilla      | Colombia        | 0-5       | Eliminatorias Mundial 2006 | 0     |
| 16. | 12-10-2005 | Tacna             | Bolivia         | 4-1       | Eliminatorias Mundial 2006 | 1     |
| 17. | 03-06-2007 | Madrid            | Ecuador         | 2-1       | Amistoso                   | 0     |
| 18. | 06-06-2007 | Barcelona         | Ecuador         | 0-2       | Amistoso                   | 0     |
| 19. | 26-06-2007 | Mérida            | Uruguay         | 3-0       | Copa América 2007          | 0     |
| 20. | 30-06-2007 | San Cristóbal     | Venezuela       | 0-2       | Copa América 2007          | 0     |
| 21. | 08-07-2007 | Barquisimeto      | Argentina       | 0-4       | Copa América 2007          | 0     |
| 22. | 08-09-2007 | Lima              | Colombia        | 2-2       | Amistoso                   | 0     |
| 23. | 12-09-2007 | Lima              | Bolivia         | 2-0       | Amistoso                   | 0     |
| 24. | 13-10-2007 | Lima              | Paraguay        | 0-0       | Eliminatorias Mundial 2010 | 0     |
| 25. | 17-10-2007 | Santiago de Chile | Chile           | 0-2       | Eliminatorias Mundial 2010 | 0     |
| 26. | 18-11-2007 | Lima              | Brasil          | 1-1       | Eliminatorias Mundial 2010 | 0     |
| 27. | 21-11-2007 | Quito             | Ecuador         | 1-5       | Eliminatorias Mundial 2010 | 0     |
| 28. | 04-09-2010 | Toronto           | Canadá          | 2-0       | Amistoso                   | 0     |
| 29. | 07-09-2010 | Fort Lauderdale   | Jamaica         | 2-1       | Amistoso                   | 0     |
| 30. | 29-03-2011 | La Haya           | Ecuador         | 0-0       | Amistoso                   | 0     |
| 31. | 01-06-2011 | Niigata           | Japón           | 0-0       | Copa Kirin                 | 0     |
| 32. | 04-06-2011 | Matsumoto         | República Checa | 0-0       | Copa Kirin                 | 0     |
| 33. | 28-06-2011 | Lima              | Senegal         | 1-0       | Amistoso                   | 0     |
| 34. | 04-07-2011 | San Juan          | Uruguay         | 1-1       | Copa América 2011          | 0     |
| 35. | 08-07-2011 | Mendoza           | México          | 1-0       | Copa América 2011          | 0     |
| 36. | 12-07-2011 | Mendoza           | Chile           | 0-1       | Copa América 2011          | 0     |
| 37. | 19-07-2011 | La Plata          | Uruguay         | 0-2       | Copa América 2011          | 0     |
| 38. | 05-09-2011 | La Paz            | Bolivia         | 0-0       | Amistoso                   | 0     |
| 39. | 07-10-2011 | Lima              | Paraguay        | 2-0       | Eliminatorias Mundial 2014 | 0     |
| 40. | 11-10-2011 | Santiago          | Chile           | 2-4       | Eliminatorias Mundial 2014 | 0     |
| 41. | 15-11-2011 | Quito             | Ecuador         | 0-2       | Eliminatorias Mundial 2014 | 0     |
| 42. | 29-02-2012 | Túnez             | Túnez           | 1-1       | Amistoso                   | 0     |
| 43. | 12-10-2012 | La Paz            | Bolivia         | 1-1       | Eliminatorias Mundial 2014 | 0     |
| 44. | 01-06-2013 | Panamá            | Panamá          | 2-1       | Amistoso                   | 0     |

### Participaciones en Copa América
| Copa América      | Sede      | Resultado        | Partidos | Goles |
| ----------------- | --------- | ---------------- | -------- | ----- |
| Copa América 2004 | Perú      | Cuartos de final | 4        | 1     |
| Copa América 2007 | Venezuela | Cuartos de final | 3        | 0     |
| Copa América 2011 | Argentina | Tercer puesto    | 4        | 0     |

## Clubes y estadísticas
Estadísticas actualizadas al 24 de mayo de 2012.
| Club                   | Temporada           | Liga     | Liga  | Copas nacionales | Copas nacionales | Torneos internacionales | Torneos internacionales | Total    | Total |
| Club                   | Temporada           | Partidos | Goles | Partidos         | Goles            | Partidos                | Goles                   | Partidos | Goles |
| ---------------------- | ------------------- | -------- | ----- | ---------------- | ---------------- | ----------------------- | ----------------------- | -------- | ----- |
| Deportivo Wanka · Perú | 2001                | 42       | 3     | -                | -                | -                       | -                       | 42       | 3     |
| Deportivo Wanka · Perú | Total               | 42       | 3     | 0                | 0                | 0                       | 0                       | 42       | 3     |
| Universitario · Perú   | 2002                | 36       | 2     | -                | -                | 2                       | 0                       | 38       | 2     |
| Universitario · Perú   | Total               | 36       | 2     | 0                | 0                | 2                       | 0                       | 38       | 2     |
| Cienciano · Perú       | 2003                | 29       | 3     | -                | -                | 10                      | 1                       | 39       | 4     |
| Cienciano · Perú       | 2004                | 22       | 4     | -                | -                | 7                       | 3                       | 29       | 7     |
| Cienciano · Perú       | Total               | 51       | 7     | 0                | 0                | 17                      | 4                       | 68       | 11    |
| U. D. Almería · España | 2004-05             | 24       | 3     | 1                | 0                | -                       | -                       | 25       | 3     |
| U. D. Almería · España | 2005-06             | 35       | 3     | 1                | 0                | -                       | -                       | 36       | 3     |
| U. D. Almería · España | 2006-07             | 33       | 3     | 2                | 0                | -                       | -                       | 35       | 3     |
| U. D. Almería · España | 2007-08             | 20       | 2     | 1                | 0                | -                       | -                       | 21       | 2     |
| U. D. Almería · España | 2008-09             | 17       | 1     | 2                | 0                | -                       | -                       | 19       | 1     |
| U. D. Almería · España | 2009-10             | 31       | 0     | 1                | 0                | -                       | -                       | 32       | 0     |
| U. D. Almería · España | 2010-11             | 20       | 0     | 3                | 0                | -                       | -                       | 23       | 0     |
| U. D. Almería · España | 2011-12             | 19       | 1     | 2                | 0                | -                       | -                       | 21       | 1     |
| U. D. Almería · España | Total               | 199      | 13    | 13               | 0                | 0                       | 0                       | 212      | 13    |
| Cienciano · Perú       | 2012                | 11       | 1     | -                | -                | -                       | -                       | 11       | 1     |
| Cienciano · Perú       | 2013                | 38       | 3     | -                | -                | -                       | -                       | 38       | 3     |
| Cienciano · Perú       | 2014                | 18       | 1     | -                | -                | -                       | -                       | 18       | 1     |
| Cienciano · Perú       | Total               | 67       | 4     | 0                | 0                | 0                       | 0                       | 67       | 4     |
| Total en su carrera    | Total en su carrera | 395      | 29    | 13               | 0                | 19                      | 4                       | 427      | 33    |
| 1. 2.                  |                     |          |       |                  |                  |                         |                         |          |       |

## Palmarés

### Copas nacionales
| Título          | Club                      | País | Año  |
| --------------- | ------------------------- | ---- | ---- |
| Torneo Apertura | Universitario de Deportes | Perú | 2002 |

### Copas internacionales
| Título              | Club      | País | Año  |
| ------------------- | --------- | ---- | ---- |
| Copa Sudamericana   | Cienciano | Perú | 2003 |
| Recopa Sudamericana | Cienciano | Perú | 2004 |

### Distinciones individuales
| Distinción                 | Año  |
| -------------------------- | ---- |
| Jugador revelación en Perú | 2001 |